# Tuborg
 (mai 2021).
Si vous disposez d'ouvrages ou d'articles de référence ou si vous connaissez des sites web de qualité traitant du thème abordé ici, merci de compléter l'article en donnant les références utiles à sa vérifiabilité et en les liant à la section « Notes et références ».

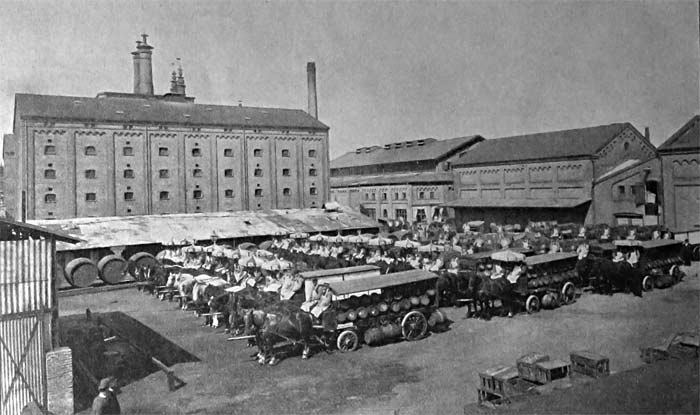
La brassière originale de Tuborg, en 1900.

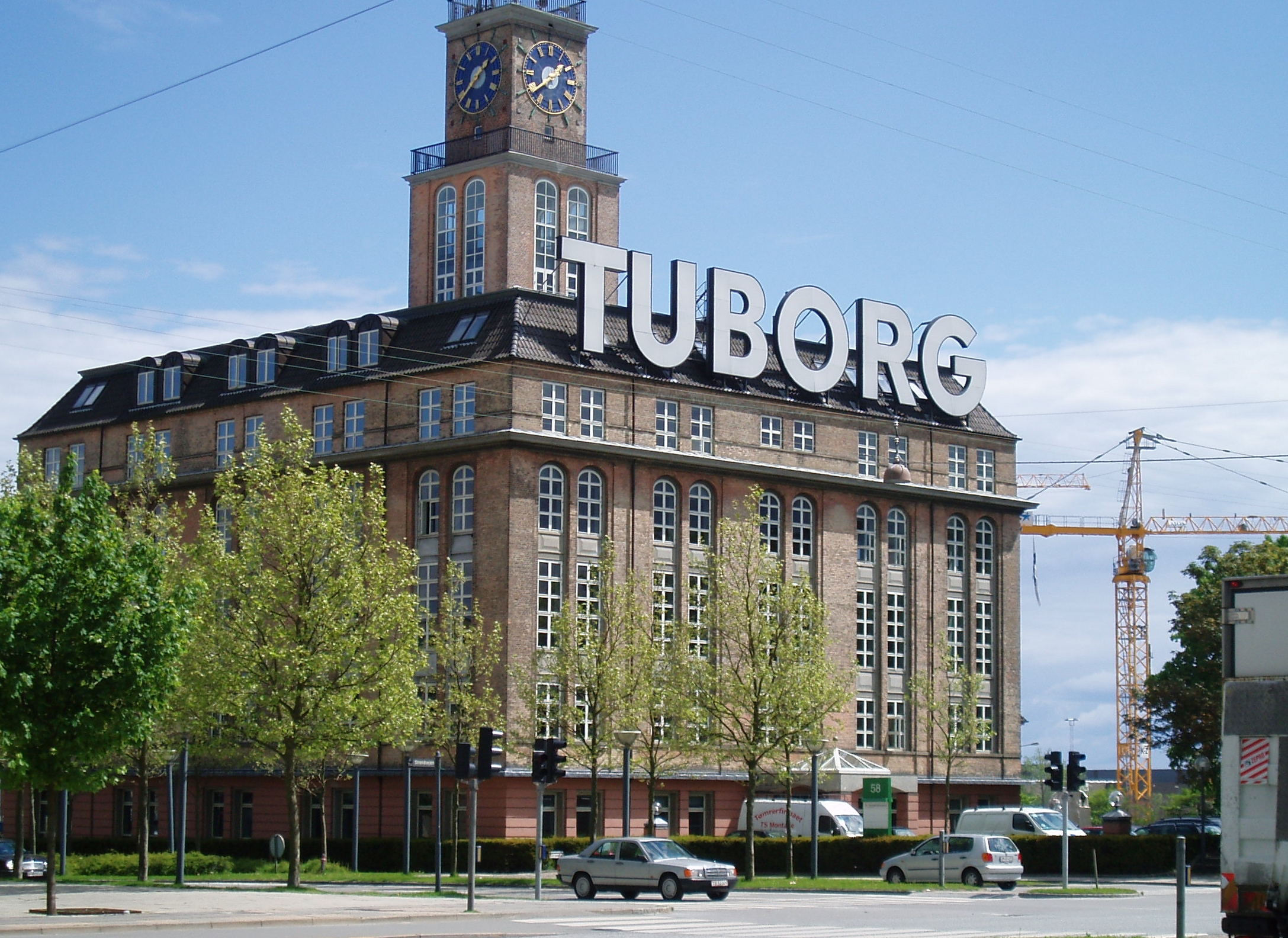
Anciens locaux de l'entreprise.

Tuborg est une brasserie et une marque de bière danoise fondée en 1875 par Carl Frederik Tietgen, Philip Heyman, Gustav Brock et Rudolph Puggaard. Depuis 1970, elle fait partie du groupe Carlsberg.
La brasserie a été fondée à Hellerup, une banlieue nord de Copenhague.

## Introduction
Tuborg produit initialement une lager pour le marché danois. En 1894, elle a fusionné avec United Breweries, qui a ensuite conclu un accord de partage des bénéfices avec Carlsberg en 1903. En 1970, United Breweries a été acquise par Carlsberg.
Tuborg produit de la lager pour l'exportation mondiale, ainsi qu'une grande variété d'autres bières pour les marchés nationaux et étrangers.
En 2008, Tuborg a annoncé qu'elle sponsorisait le Reading and Leeds Festivals pour qu'elle devienne la « bière exclusive » du festival, une place occupée dans les années précédentes par Carling. En 2009, Tuborg organise également un partenariat avec le Download Festival pour devenir la bière officielle et avoir une scène dédiée à sa bière.

## Origine du nom
La rue « Tuborgvej » à Copenhague, au Danemark, est nommée ainsi en référence à la brasserie Tuborg, qui a été à l'origine fondée dans cette rue. Le nom Tuborg vient du nom Thuesborg (« château Thuès ») qui était le nom d'une auberge de la fin du XVIIe siècle, située dans le quartier de la brasserie. Ce nom a été gardé sous la forme de la toponymie locale Lille Tuborg et Store Tuborg, qui a finalement été utilisé pour la brasserie fondée sur l'emplacement.

## Marques
Tuborg distribue une grande variété de bières dans plus de 26 pays, dont : Tuborg Green, Tuborg citron, Tuborg Bière de Noël, Tuborg Gold.
Tuborg Gold est très populaire dans tout le Danemark ainsi qu'en Suède méridionale, à tel point qu'il est désormais aussi facile de trouver de la Tuborg Gold sur les étagères des magasins que les autres bières suédoises, telles que Pripps ou Falcon. Tuborg Green a été un grand succès en Europe orientale, en particulier en Russie où la marque a connu une croissance à deux chiffres durant un certain nombre d'années. Tuborg est maintenant la plus importante bière premium internationale en Russie.
Une partie du succès de la marque vient de ses liens étroits avec la musique et les festivals en Europe de l'Est (Tuborg GreenFest) et également en étant l'une des premières bières sur le marché à avoir lancé un innovant système de décapsulage.